# Серро-Гордо (Іллінойс)
Серро-Гордо (англ. Cerro Gordo) — селище (англ. village) в США, в окрузі Піатт штату Іллінойс. Населення — 1316 осіб (2020).

## Географія
Серро-Гордо розташоване за координатами 39°53′23″ пн. ш. 88°44′5″ зх. д. / 39.88972° пн. ш. 88.73472° зх. д. (39.889628, -88.734738).  За даними Бюро перепису населення США в 2010 році селище мало площу 1,99 км², уся площа — суходіл.

## Демографія
Згідно з переписом 2010 року, у селищі мешкали 1403 особи в 553 домогосподарствах у складі 400 родин. Густота населення становила 704 особи/км².  Було 586 помешкань (294/км²).
Расовий склад населення:
| - 98,3 % — білих - 0,5 % — корінних американців - 0,5 % — чорних або афроамериканців - 0,1 % — азіатів |

До двох чи більше рас належало 0,6 %. Частка іспаномовних становила 0,9 % від усіх жителів.
За віковим діапазоном населення розподілялося таким чином: 28,8 % — особи молодші 18 років, 57,4 % — особи у віці 18—64 років, 13,8 % — особи у віці 65 років та старші. Медіана віку мешканця становила 36,8 року. На 100 осіб жіночої статі у селищі припадало 94,6 чоловіків;  на 100 жінок у віці від 18 років та старших — 93,6 чоловіків також старших 18 років.
Середній дохід на одне домашнє господарство  становив 62 750 доларів США (медіана — 58 537), а середній дохід на одну сім'ю — 75 525 доларів (медіана — 70 404). Медіана доходів становила 54 750 доларів для чоловіків та 36 484 долари для жінок. За межею бідності перебувало 2,1 % осіб, у тому числі 1,2 % дітей у віці до 18 років та 5,8 % осіб у віці 65 років та старших.
Цивільне працевлаштоване населення становило 634 особи. Основні галузі зайнятості: виробництво — 24,3 %, освіта, охорона здоров'я та соціальна допомога — 19,9 %, роздрібна торгівля — 8,7 %, будівництво — 8,0 %.